# Mistyk
Mistyk (gr. μύστης, co oznacza "ten, który został zainicjowany") – osoba praktykująca mistycyzm oraz posiadająca doświadczenia mistyczne. Mistyk musi zostać uprzednio zainicjowany przez żyjącego mistrza. Inicjacja mistyczna wiąże się z prowadzeniem w pełni moralnego i uczciwego życia, co równa się z abstynencją od alkoholu i narkotyków, zaprzestaniu jedzenia mięsa, ryb, drobiu i jajek, abstynencji seksualnej u osób niezwiązanych małżeństwem. Mistycyzm skupia się na indywidualnym doświadczeniu Boga, w przeciwieństwie do religii, która koncentruje się na grupie ludzi. Przynależność do religii nie ma związku z doświadczeniem mistycznym, ponieważ u źródła każdej religii leży ta sama mistyczna prawda.